# Alexander Edward
Alexander Edward (10 de junho de 1651 — 16 de novembro de 1708) foi um clérigo episcopal escocês, que mais tarde tornou-se desenhista, arquiteto e paisagista. Era um seguidor do estilo de Sir William Bruce, e planejou diversos jardins em grande estilo axial francês.

## Início de vida
Alexander Edward foi o filho mais velho de Robert Edward, um ministro em Murroes, Angus, que foi relacionado pelo casamento à família Maule, e como tal teve o patrocínio do Conde de Panmure. Registros do diário de Alexander são de que sua família teve que se esconder de tropas puritanas de Cromwell na década de 1650, e também que ele tinha estrabismo. Graduou-se na Universidade de St. Andrews em 1670.
Edward não foi ordenado até 1679, e suas atividades durante a década de 1670 são desconhecidas. Neste momento, seu pai estava escrevendo uma descrição de Angus, e preparava um mapa para acompanhar o livro, intitulado Angusia, Provincia Scotiae. A obra foi encomendada por George Maule, 2º Conde de Panmure, e publicado em 1678. John Lowrey sugeriu que Alexander auxiliava com Angusia, adquirindo habilidades como desenhista e cartógrafo. Lowrey também especula que ele pode ter entrado em contato com William Bruce que, nesta época, estava projetando novas portas para a Panmure House, em 1672.
Edward era um dos carregadores de caixão no funeral do Arcebispo de Sharp, o clérigo assassinado por presbiterianos Covenanters em 1679. Desde 1681 ele era ministro da Kemback em Fife, até 1689, quando ele foi privado de sua paróquia como um não-jurado, após o estabelecimento da Igreja Presbiteriana da Escócia. Apesar disso, ele ainda era ministro, em 1694, apesar de sua mansão estar sendo atacada por uma multidão em 1691.

## Obras arquitetônicas
Em torno de 1685, ele preparou planos e elevações de Kinross House, projetada pelo arquiteto do rei Sir William Bruce como sua própria casa de campo. Ele trabalhou como desenhista de Bruce novamente em um esquema não executado para a casa e os jardins do Castelo de Kinnaird, em Angus. Fez planos para Melville House, em Fife, onde Bruce também estava envolvido, e onde James Smith serviu como principal contratante e projetista. Em 1699, fez um desenho do Palácio de Falkland para seu guardião, o 2º Marquês de Atholl.
A primeira comissão arquitetônica de Edward veio de James Maule, 4º Conde de Panmure, para a reconstrução do Castelo de Brechin, em que ele trabalhou entre 1696-1708. Esta continua a ser a sua única obra substancial conhecida, e mostra a influência estilística de William Bruce. Em 1700, esteve envolvido na construção da Rossie House em Angus para Patrick Scott (hoje demolida), e ele também supervisionou as obras interiores em Castelo de Kellie, em Angus, outra propriedade de Maule. Ele pode ter sido responsável pelos projetos do Castelo de Careston, que foi prorrogado a partir de um plano em L a uma forma em plano-U simétrico em 1702. Em 1704 ele projetou o monumento a John Murray, primeiro marquês de Atholl na Catedral de Dunkeld.

## Viagem para a Europa
Ele foi enviado em uma missão de inquérito entre 1701-02 por um grupo de nobres jacobinos, liderada pelos Condes de Mar e Panmure. Edward foi encarregado de visitar lugares do país, na Inglaterra, incluindo Chatsworth e o Castle Howard, antes de conhecer vários artesãos de renome em Londres. Ele foi, então, viajar para Paris e os Países Baixos, visitando o Palácio de Versalhes, Marly e Saint-Cloud. Seu principal objetivo era coletar material sobre os estilos arquitetônicos mais atualizados, assim como observar melhoramentos de terrenos, obras de água, minas e outros projetos. Ele comprou os planos, fez esboços e tomou notas, construindo um grande acervo de material, o qual vários de seus patronos tentaram proteger na morte de Edward. Outro, mais secreto, o propósito de sua viagem era para transmitir letras codificadas do Duque de Hamilton para Jaime Stuart, o "Velho Pretendente", em sua corte no exílio, em Saint-Germain.

## Paisagismo
Edward deu existência a William Bruce com o plano dos jardins no Hopetoun House, bem como a Kinross. Em 1708, Edward preparou os desenhos para o "Grande Projeto" da paisagem em torno do Hamilton Palace, para a Duquesa Anne Hamilton. O enorme esquema incluía plantações florestais do brasão de armas dos Hamilton. Nunca foi plenamente realizado, devido à morte de Edward naquele ano, e de Anne, em 1716, e devido ao custo das propostas. No entanto, a área de Nethertoun em Hamilton foi demolida, e uma grande avenida foi estabelecida, mais tarde rescindida pela Chatelherault de William Adam.

## Morte
Alexander Edward morreu em Edimburgo, e foi sepultado em Greyfriars Kirkyard. O antiquário Robert Sibbald o descreveu como "um grande mestre em arquitetura e artifício de avenidas, jardins e pomares."